# Auster Rookery
Koordinaten: 67° 24′ S, 63° 57′ O

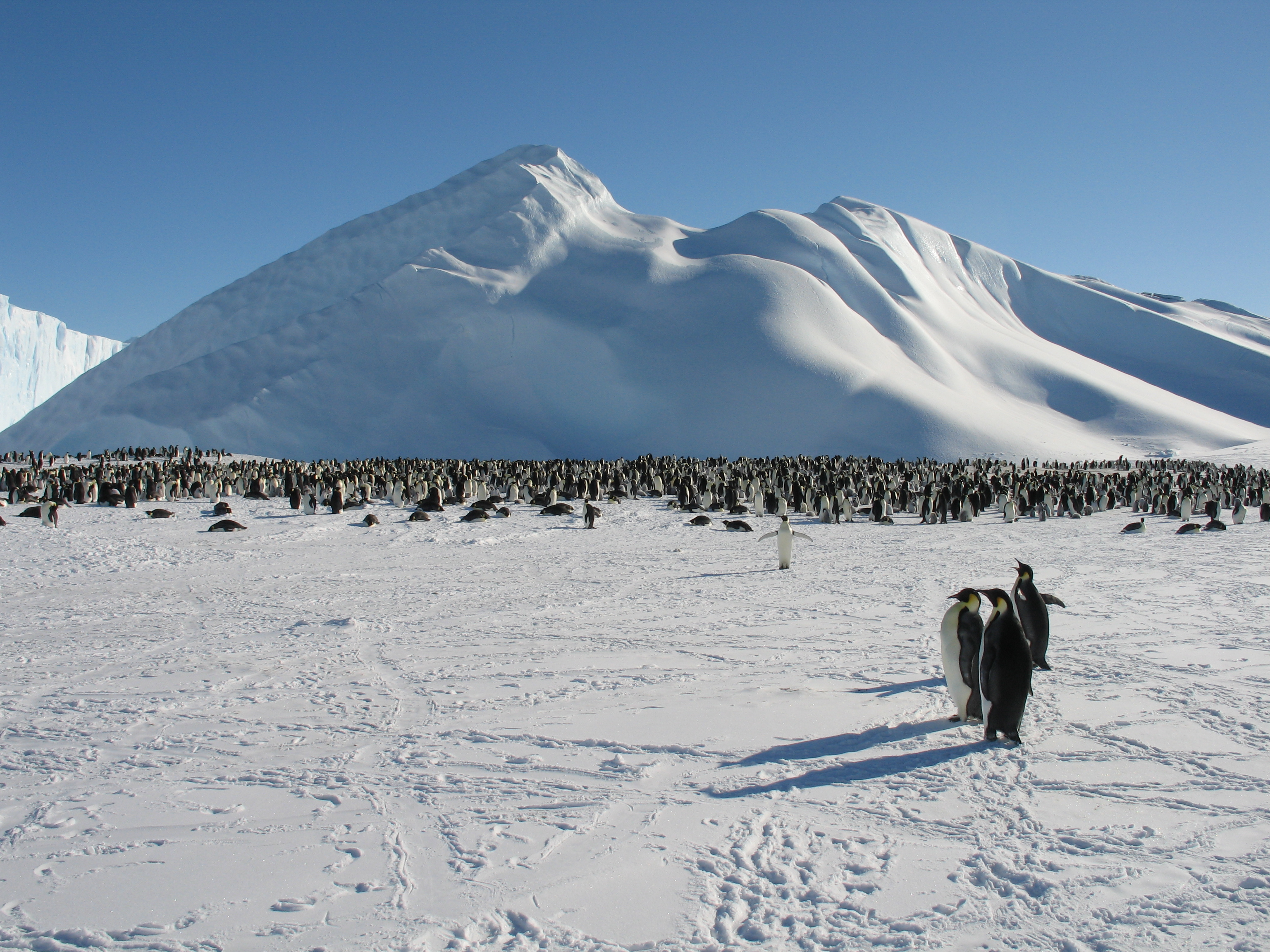
Kaiserpinguine der Auster Rookery im Oktober 2005

Die Auster Rookery ist eine Brutkolonie der Kaiserpinguine an der Mawson-Küste des ostantarktischen Mac-Robertson-Lands. Sie liegt auf dem Meereis umgeben von auf Grund gelaufenen Eisbergen 51 km ostnordöstlich der Mawson-Station.
Doug Johnston, Pilot bei der Royal Australian Air Force, entdeckte sie im August 1957 von Bord eines Flugzeugs des britischen Herstellers Auster Aircraft, nach dem die Kolonie benannt ist.